# یانگ شاوکی
یانگ شاوکی (انگلیسی: Yang Shaoqi؛ زادهٔ ۸ فوریهٔ ۱۹۷۶) ورزشکار شمشیربازی اهل چین است.
وی در مسابقات کشوری و بین‌المللی در مجموع برندهٔ ۱ مدال برنز شده‌است.